# Dan McCafferty
Dan McCafferty (vlastním jménem William Daniel McCafferty, 14. října 1946 Dunfermline – 8. listopadu 2022) byl zpěvák skotské hardrockové skupiny Nazareth. McCafferty byl jedním ze zakládajících členů skupiny Nazareth, která byla založena v roce 1968. Vystupoval na všech albech skupiny a sám vydal dvě sólová alba.

## Sólová diskografie

### Alba
- Dan McCafferty (1975)
- Into the Ring (1987)
- Last Testament (2019)

### Singly
- „Out of Time“ (1975) # 41 UK
- „Watcha Gonna Do About It“ (1975)
- „Stay With Me Baby“ (1978)
- „The Honky Tonk Downstairs“ (1978)
- „Starry Eyes“ (1987)[2]